# 泉州公交3路
泉州公交3路是中华人民共和国泉州市境内的一条公共交通线路，全程20.3公里。起讫点为福厦铁路泉州站至泉州一院城东分院，运营时间为福厦铁路泉州站：6:50-23:40；泉州一院城东分院：6:00-22:10

## 历史
- 1965年2月，泉州市公交公司（公交集团前身）开通4路南门-体育场线。初期走向为：南门-中山南路-中山北路-体育场
- 1966年夏，文革爆发。泉州市区实行南北分区管理。南门-体育场线因无法穿越分区界线运营而停运
- 1978年，南门-体育场线恢复运营，延长交路为南门-清源山，并更名为1路。
- 1982年，1路区间调整为文化宫-清源山，走向调整为：文化宫-九一街-东大路-东街-中山北路-北门街-泉山路-清源山
- 1988年5月1日，1路改为环线运营。走向调整为：文化宫-九一街-东大路-东街-中山北路-北门街-泉山路-清源山-泉山路-城北路-新华北路-新华南路-堤后路-中山南路-义全巷-东大路-九一街-文化宫。运营时间调整为6:40-18:00，使用车辆更换为4部马自达ParkwayT3500型柴油无空调小巴。[1]
- 1992年1月1日，泉州公交将1路更名为3路，并取消环线运营，运营区间再次恢复为文化宫-清源山，全程票价1元/人[2]
- 1996年10月，3路再次更换为4部牡丹牌小巴
- 1999年4月1日，3路取消途经打锡街、文化宫，改为途经中山中路、涂门街、津淮街至霞淮新村始发终到
- 2002年，3路运营区间调整为霞淮新村至180医院旧大门[3]
- 2003年11月，因优化调整，3路取消途经津淮街。改为途径田安路、泉秀路、义全街、天后路、民权路至关帝庙站后原线行驶，同日，经由普贤路延伸至霞美村始发终到。
- 2004年4月，因中山中路路面改造，3路取消途径中山中路，临时改为途径新门街、新华北路、城北路至普明村后原线行驶。7月改造完成，恢复途径中山中路。
- 2005年5月，3路接手并增加自29路退下的11部华新牌小巴
- 2005年6月5日，自该日起3路取消绕行180医院旧大门、清源山。[4]
- 2005年9月，3路更换接手并更换自15路退下的15部华夏AC6750Q型汽油无空调客车，同时由一分公司（现江南公司）转入四分公司（现城东公司）管理。
- 2006年1月28日，3路取消途经霞淮新村，并改为至刺桐公园始发终到。[5]
- 2006年9月28日，因天后路道路翻修需要，3路临时取消途径天后路、义全街，改为经由涂门街、温陵南路至11月30日。
- 2006年12月1日，天后路翻修完成，3路恢复行驶天后路、义全街。
- 2008年1月1日，3路接手并更换自19路退下的14部亚星JS6800HD2型柴油空调公交车
- 2008年12月，3路接手并更换自18（现K306路）退下的7部亚星JS6880C93H型空调柴油公交车
- 2010年4月26日，3路自霞美村沿普贤路延伸至见龙亭小区始发终到，并途径泉州火车站[6]同日，3路票价调整为一票制¥2.0/人。[7]
- 2010年6月1日，3路开始启用无人售票制度[8]。并更换自18（现K306路）退下的7部JS6880C93H，并退下7部JS6800HD2
- 2010年10月16日，3路更换为14部福达FZ6890UF3G3型空调柴油客车[9]
- 2011年1月26日，因黄龙大桥施工需要，3路取消途径普贤路西段，并改为经由站前南北大道、北清西路、招联路至见龙亭小区[10]
- 2011年3月5日，3路双向取消途径见龙亭小区、招贤路、站前南北大道。改为缩短至泉州火车站始发终到[11]
- 2012年5月18日，3路双向取消途径民权路、天后路、义全街，改为经由涂门街、温陵南路后至泉秀街后原线行驶[12]
- 2013年7月23日，因站前东西大道建成，旧普贤路封闭。3路自该日起取消停靠农业示范区、肖厝、群峰村等站，并改为途径站前东西大道[13]
- 2013年11月1日，3路开通夜班服务，运营时间延长为刺桐公园6:00-22:10，泉州火车站6:50-23:05[14]
- 2014年9月1日，因朋山岭立交桥建成造成上下村、群峰村两站无法停靠。3路取消停靠该两站[15]
- 2014年10月23日。3路更换为25部西虎QAC6100NG5-1型空调LNG城市客车[16]
- 2014年10月25日，3路自该日起取消途径刺桐公园。改为经由刺桐北路、丰泽街、安吉路、瑞泰街延伸至泉州一院城东分院始发终到[17]
- 2014年10月30日，一乘客因乘客不知情上下村站点已撤销，要求司机强行停车并抢夺方向盘，造成3路闽CYD316号车冲出朋山岭立交桥匝道，造成车身损坏[18]
- 2015年1月12日，自该日起3路福厦高铁泉州站末班由23:05延长至23:40发车[19]
- 2015年12月，3路接手并增加自26路退下的3部西虎QAC6100NG5-1型空调LNG客车，3路配车总数达到28辆
- 2016年3月4日，3路闽CYD332号车于群峰社区站，遭遇来自后方K6路闽CY1507号车的追尾，造成气瓶报废，车尾损坏[20]
- 2017年4月，3路支援26路3部西虎QAC6100NG5-1，配车数降为25部
- 2017年6月30日，3路票价由一票制¥2.0降为一票制¥1.0[21][22]
- 2017年9月28日，因泉州古城提升改造及城市双修的要求，3路自该日起，取消途径中山中路、涂门街、温陵南路、田安南路。改为途径东街、东湖街、田安北路至津淮街后原线行驶。[23]
- 2018年1月23日，3路更换为28部金旅XML6855JEVW0C型空调电动巴士[24]
- 2018年2月8日，为配合古城提升改造及“电动福建”的需要，3路自该日起，取消途径刺桐北路、田安北路、东湖街。改为途径温陵路至丰泽街后原线行驶[25]
- 2021年6月25日，因东星站站点位置迁移，原有北上方向东星站更名为山海路口站。受此影响自该日起3路单向增加停靠本站。运营时间、票价不变。[26]
- 2022年3月16日，因疫情防控暂停中心市区范围内所有公交线路运营，3路自当日首班起暂停运营至4月17日。[27]
- 2022年4月18日，3路恢复运营。[28]
- 2022年8月5日，3路自该日起改为双向停靠海峡体育中心站[29]
- 2023年9月25日，自该日起3路单向增停站前广场站。原软件园北门更名为数字经济产业园北站。[30]
- 2024年12月，因东海公司车辆更换需要，城东公司划拨3路1部XML6855JEVW0C至6路，配车数降为27部。

## 站点
| 路线 | 路线 | 路线 | 所在地区、街道 | 所在地区、街道               | 站点名           | 备注                         |
| ---- | ---- | ---- | -------------- | ---------------------------- | ---------------- | ---------------------------- |
|      |      |      | 丰泽区         | 联丰大街 （原 站前东西大道） | 福厦铁路泉州站   | 起讫站                       |
|      |      |      | 丰泽区         | 联丰大街 （原 站前东西大道） | 站前广场         | ↑                            |
|      |      |      | 丰泽区         | 联丰大街 （原 站前东西大道） | 正骨医院北峰院区 | ↑                            |
|      |      |      | 丰泽区         | 联丰大街 （原 站前东西大道） | 数字经济产业园北 | ↓ 原名 泉州软件园北          |
|      |      |      | 丰泽区         | 联丰大街 （原 站前东西大道） | 群峰社区         |                              |
|      |      |      | 丰泽区         | 联丰大街 （原 站前东西大道） | 玉井村           |                              |
|      |      |      | 丰泽区         | 普贤路                       | 上下村           |                              |
|      |      |      | 丰泽区         | 普贤路                       | 戴厝             |                              |
|      |      |      | 丰泽区         | 普贤路                       | 群石小学         |                              |
|      |      |      | 丰泽区         | 普贤路                       | 田边             | 福建电力学院                 |
|      |      |      | 丰泽区         | 普贤路                       | 田边村口         | 泉州信息工程学院             |
|      |      |      | 丰泽区         | 泉山路                       | 清源山风景区     | 910医院路口                  |
|      |      |      | 丰泽区         | 泉山路                       | 花园头           |                              |
|      |      |      | 丰泽区         | 泉山路                       | 泉州木偶剧院     | 泉州歌舞剧院 原名 花博园     |
|      |      |      | 丰泽区         | 泉山路                       | 泉山路南段       |                              |
|      |      |      | 丰泽区         | 泉山路                       | 普明村           |                              |
|      |      |      | 鲤城区         | 北门街                       | 北门街           |                              |
|      |      |      | 鲤城区         | 中山北路                     | 华侨新村         |                              |
|      |      |      | 鲤城区         | 中山北路                     | 医大二院鲤城院区 |                              |
|      |      |      | 鲤城区         | 东街                         | 钟楼             |                              |
|      |      |      | 鲤城区         | 东街                         | 泉州一院         |                              |
|      |      |      | 鲤城区         | 东街                         | 东门             |                              |
|      |      |      | 鲤城区         | 温陵北路                     | 东湖公园         |                              |
|      |      |      | 鲤城区         | 温陵北路                     | 九一街口         | 君龙人寿                     |
|      |      |      | 丰泽区         | 丰泽街                       | 儿童医院         |                              |
|      |      |      | 丰泽区         | 丰泽街                       | 明湖路口         | 原名 泰和兴业                |
|      |      |      | 丰泽区         | 丰泽街                       | 人民医院         | 人民保险                     |
|      |      |      | 丰泽区         | 丰泽街                       | 公交大厦         |                              |
|      |      |      | 丰泽区         | 安吉路                       | 边防小区         | 原名 坪山洞东侧              |
|      |      |      | 丰泽区         | 安吉路                       | 山海路口         | ↓                            |
|      |      |      | 丰泽区         | 安吉路                       | 东星             |                              |
|      |      |      | 丰泽区         | 安吉路                       | 埭头             | 前往泉州五中城东校区在此下车 |
|      |      |      | 丰泽区         | 安吉路                       | 前头             |                              |
|      |      |      | 丰泽区         | 安吉路                       | 青莲寺           | 原名 浔美                    |
|      |      |      | 丰泽区         | 安吉路                       | 世界城东门       |                              |
|      |      |      | 丰泽区         | 安吉路                       | 海峡体育中心     |                              |
|      |      |      | 丰泽区         | 瑞泰街                       | 泉州一院城东分院 | 起讫站                       |

## 票价
3路计价方式为一票制，票价¥1.0。
- 泉通卡普通卡9折，月票卡、敬老卡、爱心卡优惠功能有效
- 可使用泉城通APP及支付宝、云闪付、微信乘车码支付

## 配车
3路配车数总计27部，其中：
- 金旅XML6855JEVW0C 24部
- 大金龙XMQ6802AGBEVL2  3部

- 亚星JS6800HD2
（2008.1 - 2010.6）
- 亚星JS6880C93H
（2008.11 - 2010.10）
- 福达FZ6890UF3G3
（2010.10 - 2014.10）
- 西虎QAC6100NG5-1
（2014.10 - 2018.1）
- 金旅XML6855JEVW0C
（2018.1 - ）
- 大金龙XMQ6802AGBEVL2
（2022.3 - ）

## 相关
- 泉州公交线路列表